# Aenigmarachne
Aenigmarachne es un género monotípico de arañas migalomorfas de la familia Theraphosidae. Su única especie: Aenigmarachne sinapophysis Schmidt, 2005, es originaria de Costa Rica.  